# Грігол Чантурія
Грігол Гургенович Чантурія (груз. გრიგოლ ჭანტურია; нар. 25 вересня 1973, Самтредія, Грузинська РСР) — грузинський футболіст, воротар.

## Клубна кар'єра
Розпочинав свою кар'єру на батьківщині, в Грузії. З 1991 по 1996 роки виступав у клубах «Діла» (Горі), «Самтредія» та «Шевардені-1906». У 1997 році переїхав до Росії, де підписав контракт з санкт-петербурзьким «Локомотивом» з першого дивізіону, але за першу команду «залізничників» не зіграв жодного поєдинку. Не зміг Грігол акріпитися й у дублі «Локомотива», який виступав у третьому дивізіоні чемпіонату Росії. За «Локомотив-д» зіграв 5 матчів. У 1998 році повернувся до Грузії, де виступав у клубах «Торпедо» (Кутаїсі) та «Динамо» (Батумі).
У 2003 році переїхав до України, де підписав контракт з сімферопольською «Таврією». Дебютував за кримський клуб 27 вересня 2003 року в програному (0:1) виїному поєдинку 10-го туру вищої ліги чемпіонату України проти запорізького «Металурга». Чантурія вийшов на поле в стартовому складі та відіграв увесь матч. У футболці «Таврії» в чемпіонаті України зіграв 15 матчів, в яких пропустив 14 м'ячів, ще 2 поєдинки (3 пропущені м'ячі) зіграв у кубку України.
У 2004 році перейшов до ужгородського «Закарпаття». Дебютував за ужгородську команду 15 липня 2004 року в програному (0:1) виїзному поєдинку 1-го туру вищої ліги чемпіонату України проти луцької «Волині». Чантурія вийшов у стартовому складі та відіграв увесь поєдинок, а по його завершенні отримав червону картку. Проте закріпитися в «Закарпатті» не зміг, зіграв лише 2 матчі в чемпіонаті України та 1 у кубку України.
З 2005 по 2011 роки захищав кольори грузинських клубів «Локомотив» (Тбілісі), «Зестафоні», «Сіоні» та «Металург» (Руставі). В складі останнього й завершив активну ігрову кар'єру в 2011 році.

## Кар'єра в збірній
З 1999 по 2006 рік викликався до лав національної збірної Грузії, але був лише дублером Георгія Ломаї. Зіграв 6 матчів.

## Досягнення
- Чемпіон Грузії (3):

«Торпедо» (Кутаїсі): 1999-2000, 2000-01
«Олімпі»: 2009-10
- Володар Кубка Грузії (5):

«Торпедо» (Кутаїсі): 1998-99, 2000-01
«Зестафоні»: 2007-08
«Амері» (Тбілісі): 2005-06, 2006-07
- Володар Суперкубка Грузії (1):

«Олімпі»: 2010